# Wouter Blok (letterkundige)
Wouter Blok (Oegstgeest, 24 november 1922 − Arnhem, 27 december 2010) was een Nederlands hoogleraar Nederlandse letterkunde aan de Rijksuniversiteit Groningen en vertaler uit verschillende talen naar het Nederlands.

## Biografie
Blok werd geboren als zoon van hoogleraar prof. dr. Henri Peter Blok (1894-1968) en Johanna Francina Benjamina van der Schalk (1897-1993), en was een broer van prof. dr. Dick Blok (1925-2019). Na het gymnasium in Leiden studeerde hij Nederlandse letterkunde in diezelfde plaats waar hij in 1948 slaagde voor zijn kandidaatsexamen. Daarna werd hij leraar Nederlands op het gymnasium waar hij zelf school ging. In 1951 haalde hij zijn doctoraal examen. In 1960 promoveerde hij te Leiden op Verhaal en lezer. Een onderzoek naar enige structuuraspecten van "Van oude mensen, de dingen die voorbij gaan" van Louis Couperus, een studie die verscheidene herdrukken beleefde en een grote invloed had. In 1965 publiceerde hij al over P.C. Boutens over wie hij in 1983 een belangrijke studie zou publiceren waarmee hij aantoonde dat Boutens zelf de dichter was van de gedichten van Andries de Hoghe. Maar hij hield zich ook met moderne dichters en interpretaties bezig. In 1966 werd hij leraar Nederlandse letterkunde aan de School voor Journalistiek in Utrecht. In 1970 werd hij benoemd tot hoogleraar Nederlandse letterkunde aan de Rijksuniversiteit Groningen; zijn inaugurele rede hield hij op 25 mei 1971. Hij hield zich voorts bezig met J.H. Leopold (en diens Cheops) en met J.J. Slauerhoff over welke laatste schrijver hij op 19 december 1984 ook zijn afscheidsrede hield. Bij zijn zestigste verjaardag boden collega's hem een vriendenbundel aan: Regel voor regel. Vertalen en vertalingen. Proeven en beschouwingen.
Al in 1948 had hij een (Duitstalige) bloemlezing samengesteld uit het werk van Rainer Maria Rilke. Vanaf 1983 vertaalde hij werk van deze dichter in het Nederlands. Na zijn emeritaat vertaalde hij meer dichtwerk.
Prof. dr. W. Blok overleed in 2010 op 88-jarige leeftijd. Hij werd overleefd door zijn vrouw Eveline K. Bäck (die hij in 1945 bij het Leids studententoneel van Minerva had leren kennen) en zijn kinderen, kleinkinderen en een achterkleinkind.

### Eigen werk
- Verhaal en lezer. Een onderzoek naar enige structuuraspecten van "Van oude mensen, de dingen die voorbij gaan" van Louis Couperus. Groningen, 1960 (proefschrift).
- Tijdopnamen. Groningen, 1971 (inaugurele rede).
- P.C. Boutens en de nalatenschap van Andries de Hoghe. Amsterdam, 1983.
- Slauerhoffs derde Chinese roman. Groningen, 1984 (afscheidsrede).

### Vertalingen
- [met C.O. Jellema] Rainer Maria Rilke, De sonnetten aan Orpheus. Geschreven als een grafteken voor Wera Ouckama Knoop. Baarn, 1983.
- [met C.O. Jellema] Rainer Maria Rilke, Gedichten uit de jaren 1913-1926. Baarn, 1993.
- [met C.O. Jellema en W. Bronzwaer] Rainer Maria Rilke, De elegieën van Duino & De sonnetten aan Orpheus. Baarn/Antwerpen, 1996.
- Rubáiyát van Omar Khayyám. Baarn, 1997.
- Oscar Wilde, The ballad of Reading Gaol. De ballade van de Readinger gevangenis. Woubrugge, 1999.
- Samuel Taylor Coleridge, De ballade van de oude zeeman. Amsterdam, 2002.